# Дрбо
Дрбо (груз. დრბო) — село в Грузії.
За даними перепису населення 2014 року в селі проживає 43 осіб.